# Brazil International Series 2023
Die Brazil International Series 2023 im Badminton fand vom 9. bis zum 13. August 2023 in Foz do Iguaçu statt.

## Sieger und Platzierte
| Disziplin    | Gold                               | Silber                                  | Bronze                             |
| ------------ | ---------------------------------- | --------------------------------------- | ---------------------------------- |
| Herreneinzel | Kevin Cordón                       | Ygor Coelho                             | Matthias Kicklitz                  |
| Herreneinzel | Kevin Cordón                       | Ygor Coelho                             | Jonathan Matias                    |
| Dameneinzel  | Kate Ludik                         | Yasmine Hamza                           | Jeisiane Alves                     |
| Dameneinzel  | Kate Ludik                         | Yasmine Hamza                           | Haramara Gaitan                    |
| Herrendoppel | Koceila Mammeri Youcef Sabri Medel | Fabrício Farias Davi Silva              | Benjamin Bahamondez Alonso Medel   |
| Herrendoppel | Koceila Mammeri Youcef Sabri Medel | Fabrício Farias Davi Silva              | Anibal Marroquín Jonathan Solís    |
| Damendoppel  | Jaqueline Lima Sâmia Lima          | Haramara Gaitan Sabrina Solis           | Diana Corleto Soto Nikte Sotomayor |
| Damendoppel  | Jaqueline Lima Sâmia Lima          | Haramara Gaitan Sabrina Solis           | Camila Astorga Rosa Quilodran      |
| Mixed        | Davi Silva Sânia Lima              | Koceila Mammeri Tanina Violette Mammeri | Fabrício Farias Jaqueline Lima     |
| Mixed        | Davi Silva Sânia Lima              | Koceila Mammeri Tanina Violette Mammeri | Jonathan Solís Diana Corleto Soto  |